# Unione Sportiva Viterbese 1908
Maillots
L’Unione Sportiva Viterbese 1908 était un club de football de la ville de Viterbe, chef-lieu de la province éponyme, dans la région du Latium.

## Historique
Le club a été fondé en 1909.

## Changements de nom
- 1908-1929 : Unione Sportiva Viterbese Calcio
- 1929-1931 : Associazione Calcio 115ª Legione M.V.S.N. Viterbo
- 1931-1937 : Associazione Sportiva Viterbo
- 1937-1938 : Comando Federale G.I.L. Viterbo
- 1938-1939 : G.S. G.I.L. Viterbo
- 1940-1950 : Associazione Sportiva Viterbo
- 1950-1962 : Unione Sportiva Viterbese
- 1962-1964 : Unione Sportiva Tuscanviterbese
- 1964-2004 : Unione Sportiva Viterbese
- 2004-2006 : Associazione Sportiva Viterbo Calcio
- 2006-2013 : Associazione Sportiva Viterbese Calcio
- 2013-2014 : A.D.C. Viterbese Castrense
- 2014-2016 : Società Sportiva Dilettantistica Viterbese Castrense
- 2016-2020 : Associazione Sportiva Viterbese Castrense
- 2020-2023 : Unione Sportiva Viterbese 1908